# امپارو مونیوس
 امپارو مونیوس (انگلیسی: Amparo Muñoz؛ ۲۱ ژوئن ۱۹۵۴ – ۲۷ فوریهٔ ۲۰۱۱) یک هنرپیشه اهل اسپانیا بود. او برنده جایزه دوشیزه جهان در سال ۱۹۷۴ شد.